# 稜果海桐
稜果海桐（学名：Pittosporum trigonocarpum），为海桐花科海桐花属下的一个植物种。